# Estret del Fury i el Hecla
L'estret del Fury i el Hecla (en anglès Fury and Hecla Strait) és un estret cos d'aigua d'entre 2 i 20 quilòmetres d'amplada i uns 130 de llargada, que es troba a la regió de Qikiqtaaluk al territori de Nunavut, Canadà. Està situat entre l'illa de Baffin, al nord, i la península de Melville, al sud, i connecta la conca de Foxe, a l'est, amb el golf de Boothia, a l'oest.
L'estret va ser descobert per l'explorador William Edward Parry el 1822, arran de la seva segona expedició a la recerca del pas del Nord-oest. Aquest fou l'indret més allunyat de l'expedició i en trobar-lo barrat pel gel que cobreix les seves aigües la major part de l'any van haver de fer mitja volta. L'estret va rebre el nom dels dos vaixells amb què navegaven: el Fury i el Hecla.